# Pycnochromis margaritifer
Pycnochromis margaritifer là một loài cá biển thuộc chi Pycnochromis trong họ Cá thia. Loài này được mô tả lần đầu tiên vào năm 1946.

## Từ nguyên
Từ định danh margaritifer được ghép bởi hai âm tiết trong tiếng Latinh: margarita ("ngọc trai") và fero ("mang theo"), hàm ý đề cập đến các vệt đốm "màu xám như ngọc trai" ở dưới ổ mắt, trên má, ngực và xung quanh gốc vây ngực của loài cá này.

## Phân loại học
P. margaritifer ban đầu được xếp vào chi Chromis, nhưng theo kết quả phân tích hình thái vào năm 2021 thì loài này đã được chuyển sang chi Pycnochromis.

## Phạm vi phân bố và môi trường sống
Từ đảo Giáng Sinh và quần đảo Cocos (Keeling) (đều là những vùng lãnh thổ của Úc), P. margaritifer được phân bố trải dài về phía đông đến quần đảo Line và Tuamotu, băng qua phần lớn vùng biển các nước Đông Nam Á và nhiều đảo quốc thuộc châu Đại Dương, ngược lên phía bắc đến đảo Jeju (Hàn Quốc) và vùng biển phía nam Nhật Bản, giới hạn phía nam đến vùng biển phía bắc Úc (gồm cả rạn san hô Great Barrier).
Ở Việt Nam, P. margaritifer được ghi nhận tại cù lao Chàm (Quảng Nam); đảo Lý Sơn (Quảng Ngãi); bờ biển Phú Yên và Ninh Thuận; đảo đá ngoài khơi Bình Thuận; vịnh Nha Trang (Khánh Hòa); quần đảo An Thới (Kiên Giang); quần đảo Hoàng Sa và quần đảo Trường Sa.
P. margaritifer sống trên các rạn san hô hoặc ám tiêu ở độ sâu khoảng 2–20 m, ít được nhìn thấy hơn trong các đầm phá.

## Mô tả
P. margaritifer có chiều dài cơ thể lớn nhất được ghi nhận là 10,2 cm. Cơ thể có màu nâu sẫm, gần như đen ngoại trừ màu trắng ở toàn bộ đuôi và một phần cuối của vây lưng và vây hậu môn. Kiểu màu nâu/trắng như vậy cũng được biết đến ở 3 loài Pycnochromis khác là Pycnochromis dimidiatus (đặc hữu của Biển Đỏ), Pycnochromis iomelas (Nam Thái Bình Dương) và Pycnochromis fieldi (Ấn Độ Dương); Tuy nhiên, phần màu trắng của 3 loài này đều chiếm đến nửa thân sau.
Cá hồng Lutjanus bohar được ghi nhận là có thể bắt chước kiểu hình của P. margaritifer tại Fiji và P. iomelas tại Tuamotu.
Số gai ở vây lưng là 12; Số tia vây ở vây lưng là 12–13; Số gai ở vây hậu môn là 2; Số tia vây ở vây hậu môn là từ 11–12; Số tia vây ở vây ngực là từ 16–18; Số gai ở vây bụng là 1; Số tia vây ở vây bụng là 5; Số vảy đường bên là từ 16–18; Số lược mang là từ 25–29.

## Sinh thái học
Thức ăn của P. margaritifer là những loài động vật phù du. Chúng sống đơn độc hoặc theo từng nhóm nhỏ. Cá đực có tập tính bảo vệ và chăm sóc trứng; trứng có độ dính và bám vào nền tổ.